# Područje oko jezera Borovik
Područje oko jezera Borovik este o arie protejată (sit de importanță comunitară — SCI) din Croația întinsă pe o suprafață de 7.232,56 ha, integral pe uscat.

## Localizare
Centrul sitului Područje oko jezera Borovik este situat la coordonatele 45°21′32″N 18°09′59″E / 45.358779°N 18.166427°E.

## Înființare
Situl Područje oko jezera Borovik a fost declarat sit de importanță comunitară în iulie 2013 pentru a proteja 1 specie de animale.

## Biodiversitate
Situată în ecoregiunea continentală, aria protejată conține 1 habitat natural: Păduri ilirice de stejar și carpen (Erythronio-Carpinion).
La baza desemnării sitului se află o specie protejată de  amfibieni: izvoraș-cu-burta-galbenă (Bombina variegata).